# Oxitocina
L'oxitocina és una hormona present en els mamífers que actua com a neurotransmissor en el cervell. En les dones, s'allibera principalment durant el part després de la distensió de la cèrvix i de la vagina, així com després de l'estimulació dels mugrons, de forma que facilita el procés del naixement i de l'alletament, respectivament. Ambdós sexes alliberen oxitocina durant l'orgasme. El seu paper en el cervell està associat als lligams afectius i al reconeixement social i pot ser que estigui relacionada amb la formació de confiança entre individus i a l'estrès.

## Síntesi, emmagatzematge i alliberament
L'oxitocina se sintetitza en les cèl·lules neurosecretores magnocel·lulars situades al nucli supraòptic i al nucli paraventricular de l'hipotàlem anterior, i s'allibera al torrent sanguini des del lòbul posterior de la hipòfisi. Algunes neurones del nucli paraventricular també sintetitzen oxitocina, que es projecta cap a altres parts del cervell i la medul·la espinal.
A la hipòfisi, l'oxitocina s'emmagatzema en grans vesícules, on està lligada a la neurofisina I; la neurofisina és un gran fragment peptídic de la proteïna precursora de la qual s'obté l'oxitocina mitjançant descomposició enzimàtica. La secreció d'oxitocina per part de les terminacions nervioses neurosecretores està regulada per l'activitat elèctrica de les cèl·lules d'oxitocina de l'hipotàlem. Aquestes cèl·lules generen potencials d'acció que es propaguen pels àxons fins a les terminacions nervioses de la hipòfisi, que contenen grans quantitats de vesícules amb oxitocina; aquesta s'allibera per exocitosi quan es despolaritzen les terminacions nervioses.

### Estructura i relació amb la vasopressina
L'oxitocina és un pèptid format per nou aminoàcids (nonapèptid), amb la seqüència cisteïna - tirosina - isoleucina - glutamina - asparagina - cisteïna - prolina - leucina - glicina (CYIQNCPLG); els residus de cisteïna formen un pont de sofre. L'oxitocina té una massa molecular de 1007 Da; una unitat internacional (IU) d'oxitocina és l'equivalent a uns 2 μg de pèptid pur.
L'estructura de l'oxitocina és molt semblant a la de la vasopressina (cisteïna - tirosina - fenilalanina - glutamina - asparagina - cisteïna - prolina - arginina - glicina), que també és un nonapèptid amb un pont de sofre, la seqüència de la qual difereix de la de l'oxitocina per 2 aminoàcids. L'oxitocina i la vasopressina foren descobertes, aïllades i sintetitzades per Vincent du Vigneaud l'any 1953, treball pel qual rebé el Premi Nobel de Química l'any 1955.
L'oxitocina i la vasopressina són les úniques hormones alliberades per la hipòfisi posterior que actuen a distància. Nogensmenys, les neurones productores d'oxitocina també sintetitzen altres pèptids, con l'hormona alliberadora de corticotropina (CRH) i la dinorfina, que actuen localment. Les neurones magnocel·lulars que sintetitzen oxitocina són adjacents a les que sintetitzen vasopressina i s'assemblen en molts aspectes.

## Acció
L'oxitocina té una acció perifèrica (hormonal) i en el cervell. L'acció de l'oxitocina es transmet mitjançant receptors d'oxitocina específics de gran afinitat. El receptor de l'oxitocina és un receptor acoblat a proteïnes G, que necessita Mg2+ i colesterol; pertany al grup de la rodopsina (classe I) dels receptors acoblats a proteïnes G.

### Acció perifèrica (hormonal) de l'oxitocina
L'acció perifèrica de l'oxitocina reflecteix bàsicament la secreció per part de la hipòfisi.
- Reflex de sortida de llet: en mares alletants l'oxitocina actua sobre les glàndules mamàries i fa que la llet «baixi» fins a la cambra d'acumulació, des de la qual es pot extreure mitjançant succió en els mugrons. L'estimulació de la succió per part dels nadons es transmet fins a l'hipotàlem mitjançant els nervis raquidis. Aquesta estimulació provoca que les neurones productores d'oxitocina activin potencials d'acció en ràfegues intermitents i aquests potencials d'acció provoquen la secreció de polsos d'oxitocina des de les terminacions nervioses neurosecretores de la hipòfisi.
- Contraccions uterines: l'oxitocina és important per a la dilatació cervical abans del naixement i provoca contraccions durant la segona i la tercera etapes del part. L'alliberament d'oxitocina durant l'alletament provoca contraccions uterines febles però sovint doloroses durant les primeres setmanes de lactància. També ajuda que l'úter coaguli el punt d'unió de la placenta després del part. Tot i així, en ratolins genoanul·lats que no tenen el receptor d'oxitocina, el comportament reproductor i el part són normals.[2]
- S'allibera oxitocina al torrent sanguini durant l'orgasme, tant en mascles com en femelles.[3] En els mascles l'oxitocina pot facilitar el transport de l'esperma durant l'ejaculació.
- Gràcies a la seva similaritat amb la vasopressina, l'oxitocina pot reduir lleugerament l'excreció d'orina. En diverses espècies pot estimular l'excreció de sodi dels ronyons (natriuresi) i, en humans, concentracions elevades d'oxitocina poden provocar hiponatrèmia.
- En alguns rosegadors també es troba oxitocina i receptors d'oxitocina al cor. En aquest cas l'hormona pot tenir un paper en el desenvolupament embrional del cor, fomentant la diferenciació dels cardiomiòcits.[4][5] Nogensmenys, no s'ha observat que l'absència d'oxitocina o dels seus receptors en ratolins genoanul·lats produeixi insuficiències cardíaques.[2]

### Acció de l'oxitocina en el cervell
L'oxitocina excretada de la hipòfisi no pot tornar a entrar al cervell a causa de la barrera hematoencefàlica. Per aquesta raó es creu que els efectes de l'oxitocina sobre el comportament en reflecteixen l'alliberament des de neurones d'oxitocina que projecten centralment, diferents de les que projecten a la hipòfisi. Els receptors d'oxitocina s'expressen per neurones en moltes parts del cervell i de la medul·la espinal, incloent-hi el nucli amigdaloide, l'hipotàlem ventral medià, el septe i el tronc encefàlic.
- Excitació sexual: l'oxitocina injectada al líquid cefalorraquidi provoca erecció espontània en rates, fet que posa en evidència la seva acció sobre l'hipotàlem i la medul·la espinal.[6]
- Lligams afectius: en el campanyol Microtus ochrogaster, l'alliberament d'oxitocina en el cervell de les femelles durant l'activitat sexual és important per crear un lligam monogàmic amb el seu company sexual. La vasopressina sembla tenir un efecte semblant en els mascles.[7] En humans s'ha observat que les concentracions plasmàtiques d'oxitocina són superiors en persones que afirmen haver-se enamorat. En moltes espècies l'oxitocina té un paper en el comportament social i, per tant, sembla possible que tingui un paper semblant en els humans.
- Autisme: S'ha suggerit que una de les característiques de l'autisme podria ser una deficiència de les vies de l'oxitocina en el cervell. Un estudi recent trobà una disminució del comportament repetitiu de l'autisme quan s'administrava oxitocina intravenosa.[8]
- Comportament maternal: S'ha observat que les femelles de rates i d'ovelles a les quals s'ha administrat antagonistes de l'oxitocina després de donar a llum no exhibeixen el comportament maternal habitual. En canvi, les ovelles verges mostren un comportament maternal cap als anyells d'altres ovelles després d'una infusió d'oxitocina al líquid cefalorraquidi, comportament que no mostrarien habitualment.[9]
- Funcions antitensió: l'oxitocina redueix la pressió arterial i les concentracions de cortisol, fet que augmenta la tolerància al dolor i redueix l'ansietat.
- Augment de la confiança i disminució de la por. En un joc d'inversió arriscat, els participants a qui se'ls havia administrat oxitocina per via nasal mostraren el «màxim nivell de confiança» amb una freqüència doble a la del grup comparatiu. Els participants als quals es comunicà que estaven interaccionant amb un ordinador no mostraren aquesta reacció, fet que duu a la conclusió que l'oxitocina no afecta només a l'aversió al risc.[10] També s'ha observat que l'oxitocina per via nasal redueix la por, possiblement a través d'una inhibició del nucli amigdaloide, que es creu que és responsable de respostes associades a la por.[11] Tot i així, no es tenen proves concloents que l'oxitocina passi al cervell quan s'administra per via nasal.
- Segons alguns estudis, l'oxitocina inhibeix el desenvolupament de la tolerància a diverses drogues addictives (opiacis, cocaïna, alcohol) i redueix els símptomes d'abstinència.[12]
- Preparació de les neurones fetals per al part. L'oxitocina materna travessa la placenta i arriba al cervell del fetus, on indueix una commutació en l'acció del neurotransmissor GABA, que passa de l'estat excitador a l'estat inhibidor de les neurones corticals fetals. Això «silencia» el cervell del fetus durant el part i en redueix la vulnerabilitat a la hipòxia.[13]

## Ús
L'oxitocina sintètica es comercialitza com a medecina amb els noms comercials de Pitocin i Syntocinon i també com a genèric. L'oxitocina es destrueix a l'aparell gastrointestinal i, per tant, s'ha d'administrar per injecció o com a esprai nasal. L'oxitocina té una vida mitjana d'uns tres minuts en la sang; quan s'administra per via intravenosa no arriba al cervell en quantitats significatives, gràcies a la barrera hematoencefàlica. Es creu que les medecines administrades amb esprai nasal arriben amb més facilitat al sistema nerviós central.
S'utilitzen anàlegs de l'oxitocina per induir el part en cas de manca d'evolució. L'oxitocina ha estat substituïda generalment per l'ergotamina com a principal agent per augmentar el to uterí en cas d'hemorràgia puerperal aguda. L'oxitocina també s'utilitza en medicina veterinària per facilitar el naixement i la producció de llet. El tocolític atosiban (Tractocile®) actua com a antagonista dels receptors d'oxitocina i en molts països està registrat per a inhibir el part prematur en humans entre les 24 i 33 setmanes de gestació; té menys efectes secundaris que altres fàrmacs utilitzats anteriorment per al mateix objectiu (ritodrina, salbutamol i terbutalina).

### Possibles reaccions adverses
L'oxitocina és relativament innòcua quan s'utilitza a les dosis recomanades. Els possibles efectes adversos són:
- Sistema nerviós central: hemorràgia subaracnoidal, crisis epilèptiques.
- Sistema cardiovascular: taquicàrdia, hipertensió arterial, augment del retorn venós generalitzat, augment del cabal cardíac i arrítmies.
- Aparell genitourinari: flux sanguini uterí insuficient, hematoma pelvià, contraccions uterines tetàniques, trencament uterí i hemorràgia puerperal.

## Evolució
Pràcticament tots els vertebrats tenen una hormona semblant a l'oxitocina que ajuda a les funcions reproductores i una hormona semblant a la vasopressina que està implicada en la regulació hídrica. Els dos gens associats estan situats sempre relativament a prop un de l'altre (menys de 15.000 bases) en el mateix cromosoma, i es transcriuen en direccions oposades. Es creu que els dos gens sorgiren a partir d'un esdeveniment de duplicació gènica; s'estima que el gen ancestral ha de tenir una antiguitat d'uns 500 milions d'anys i es troba en els ciclòstoms (membres moderns dels àgnats).